# SMS Bayern
SMS Bayern byla bitevní loď typu dreadnought, která sloužila v Kaiserliche Marine (Císařské námořnictvo). Jednalo se o vedoucí loď třídy Bayern. Na vodu byla spuštěna v únoru 1915 ve loděnici Howaldtswerke v Kielu a do služby vstoupila v červenci 1916, příliš pozdě na to, aby zasáhla do bitvy u Jutska. Její hlavní výzbroj se skládala z osmi kanónů ráže 380 mm (15 palců) ve čtyřech věžích, což bylo významné zlepšení oproti deseti kanónům ráže 305 mm (12 palců) předchozí třídy König. Spolu se třemi sesterskými loděmi měla tvořit jádro čtvrté bojové eskadrony širokomořského loďstva. Z ostatních lodí byla dokončena pouze jedna - SMS Baden; stavba dalších dvou byla později zrušena, když se výrobní požadavky přesunuly na stavbu ponorek.
Bayern byla uvedena do služby v polovině války a její kariéra byla limitována. První operací, které se loď zúčastnila, byl neúspěšný postup flotily do Severního moře ve dnech 18. - 19. srpna 1916, měsíc po uvedení do služby. Loď se také účastnila operace Albion v Rižském zálivu, ale krátce poté, co německý útok 12. října 1917 začal, byla Bayern zasažena minou a musela být odtažena k opravě. Po skončení první světové války byla v listopadu 1918 internována na základně Scapa Flow. Dne 21. června 1919 nařídil admirál Ludwig von Reuter potopení flotily; Bayern se potopila ve 14:30. V září 1934 byla zvednuta, odtažena do Rosythu a sešrotována.

## Výzbroj

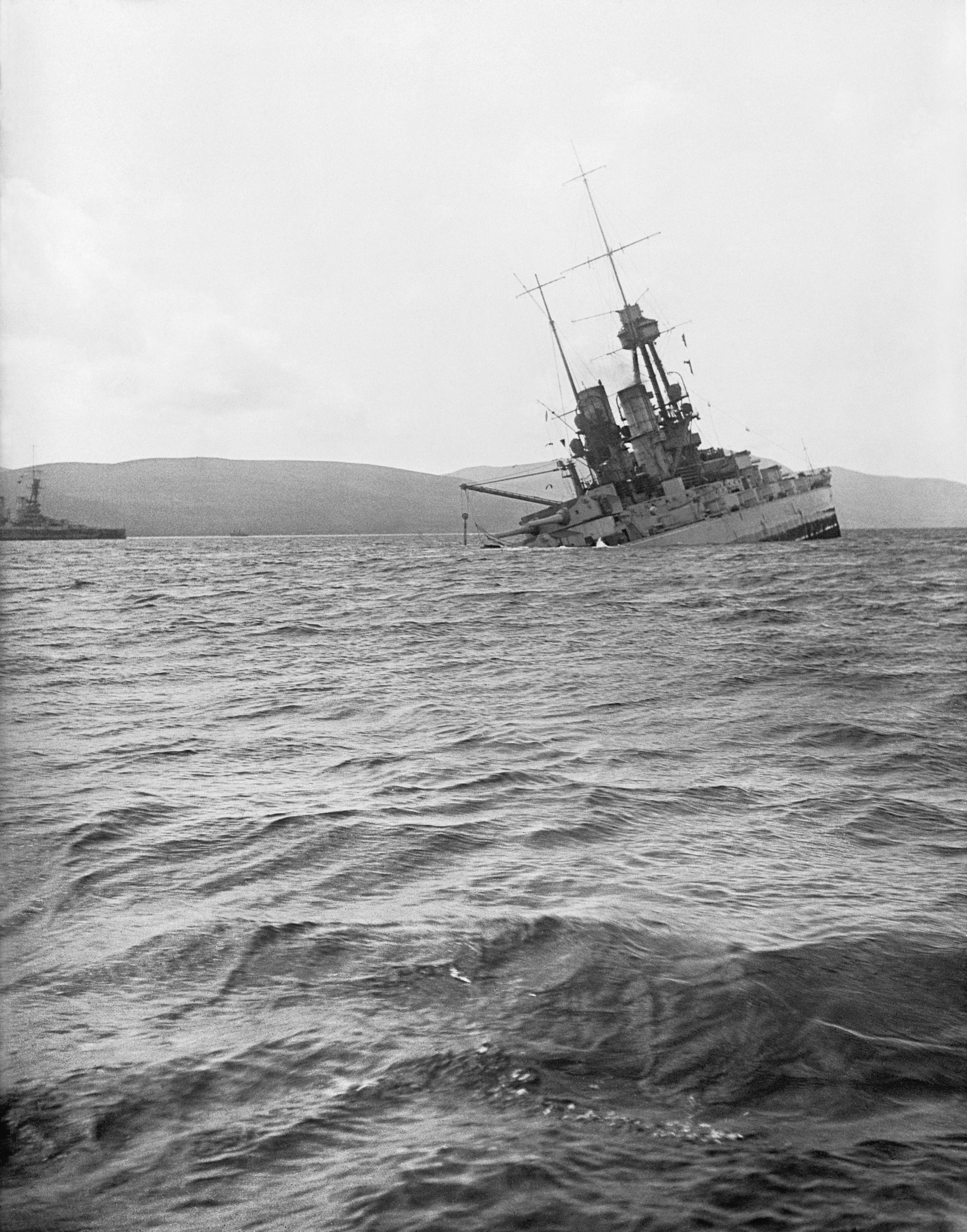
Potápějící se Bayern v britském přístavu Scapa Flow.

Primární výzbroj tvořily čtyři dvojhlavňové střelecké věže s 380mm kanóny SK/L 45, které dostřelily do vzdálenosti 47 km. Konstruktéři se rozhodli pro ráži 380 mm, protože 400 mm byla podstatně dražší a 380mm kanón znamenal výrazné zlepšení oproti stávajícím německým kanónům. Sekundární výzbroj lodě tvořilo šestnáct 149mm kanónů SK/L 45 s dostřelem 13,5 km. Dále byl Bayern vyzbrojen čtyřmi 88m kanóny SK/L 45 a pěti 610mm torpédomety.

## Pancíř
Pancíř na bocích lodi dosahoval na místech až úctyhodných 350 mm. Tak silný pancíř neměly ani o 30 let později americké bitevní lodě třídy Iowa. Palubní pancíř byl silný max. 100 mm. Pancíř velitelské věže byl 400 mm, což je opět více než měly jiné lodě v první světové válce. Dělové věže měly pancíř 200 mm až 350 mm.